# Llista d'asteroides/192701-192800
| Nom      | Designació provisional | Data de descobriment  | Lloc de descobriment | Descobridor/s |
| -------- | ---------------------- | --------------------- | -------------------- | ------------- |
| 192701 - | 1999 TB63              | 7 d'octubre de 1999   | Kitt Peak            | Spacewatch    |
| 192702 - | 1999 TR67              | 8 d'octubre de 1999   | Kitt Peak            | Spacewatch    |
| 192703 - | 1999 TD77              | 10 d'octubre de 1999  | Kitt Peak            | Spacewatch    |
| 192704 - | 1999 TQ78              | 11 d'octubre de 1999  | Kitt Peak            | Spacewatch    |
| 192705 - | 1999 TN81              | 12 d'octubre de 1999  | Kitt Peak            | Spacewatch    |
| 192706 - | 1999 TX90              | 2 d'octubre de 1999   | Socorro              | LINEAR        |
| 192707 - | 1999 TM94              | 2 d'octubre de 1999   | Socorro              | LINEAR        |
| 192708 - | 1999 TW102             | 2 d'octubre de 1999   | Socorro              | LINEAR        |
| 192709 - | 1999 TM105             | 3 d'octubre de 1999   | Socorro              | LINEAR        |
| 192710 - | 1999 TF107             | 4 d'octubre de 1999   | Socorro              | LINEAR        |
| 192711 - | 1999 TJ107             | 4 d'octubre de 1999   | Socorro              | LINEAR        |
| 192712 - | 1999 TC112             | 4 d'octubre de 1999   | Socorro              | LINEAR        |
| 192713 - | 1999 TB124             | 4 d'octubre de 1999   | Socorro              | LINEAR        |
| 192714 - | 1999 TN125             | 4 d'octubre de 1999   | Socorro              | LINEAR        |
| 192715 - | 1999 TP127             | 4 d'octubre de 1999   | Socorro              | LINEAR        |
| 192716 - | 1999 TL130             | 6 d'octubre de 1999   | Socorro              | LINEAR        |
| 192717 - | 1999 TJ133             | 6 d'octubre de 1999   | Socorro              | LINEAR        |
| 192718 - | 1999 TM138             | 6 d'octubre de 1999   | Socorro              | LINEAR        |
| 192719 - | 1999 TT138             | 6 d'octubre de 1999   | Socorro              | LINEAR        |
| 192720 - | 1999 TA140             | 6 d'octubre de 1999   | Socorro              | LINEAR        |
| 192721 - | 1999 TH145             | 7 d'octubre de 1999   | Socorro              | LINEAR        |
| 192722 - | 1999 TW145             | 7 d'octubre de 1999   | Socorro              | LINEAR        |
| 192723 - | 1999 TS149             | 7 d'octubre de 1999   | Socorro              | LINEAR        |
| 192724 - | 1999 TF157             | 9 d'octubre de 1999   | Socorro              | LINEAR        |
| 192725 - | 1999 TZ159             | 9 d'octubre de 1999   | Socorro              | LINEAR        |
| 192726 - | 1999 TJ161             | 9 d'octubre de 1999   | Socorro              | LINEAR        |
| 192727 - | 1999 TS169             | 10 d'octubre de 1999  | Socorro              | LINEAR        |
| 192728 - | 1999 TU169             | 10 d'octubre de 1999  | Socorro              | LINEAR        |
| 192729 - | 1999 TR182             | 11 d'octubre de 1999  | Socorro              | LINEAR        |
| 192730 - | 1999 TR188             | 12 d'octubre de 1999  | Socorro              | LINEAR        |
| 192731 - | 1999 TG190             | 12 d'octubre de 1999  | Socorro              | LINEAR        |
| 192732 - | 1999 TF192             | 12 d'octubre de 1999  | Socorro              | LINEAR        |
| 192733 - | 1999 TV192             | 12 d'octubre de 1999  | Socorro              | LINEAR        |
| 192734 - | 1999 TD193             | 12 d'octubre de 1999  | Socorro              | LINEAR        |
| 192735 - | 1999 TK193             | 12 d'octubre de 1999  | Socorro              | LINEAR        |
| 192736 - | 1999 TQ201             | 13 d'octubre de 1999  | Socorro              | LINEAR        |
| 192737 - | 1999 TR205             | 13 d'octubre de 1999  | Socorro              | LINEAR        |
| 192738 - | 1999 TU212             | 15 d'octubre de 1999  | Socorro              | LINEAR        |
| 192739 - | 1999 TZ213             | 15 d'octubre de 1999  | Socorro              | LINEAR        |
| 192740 - | 1999 TF214             | 15 d'octubre de 1999  | Socorro              | LINEAR        |
| 192741 - | 1999 TX214             | 15 d'octubre de 1999  | Socorro              | LINEAR        |
| 192742 - | 1999 TL215             | 15 d'octubre de 1999  | Socorro              | LINEAR        |
| 192743 - | 1999 TG225             | 2 d'octubre de 1999   | Kitt Peak            | Spacewatch    |
| 192744 - | 1999 TQ225             | 2 d'octubre de 1999   | Kitt Peak            | Spacewatch    |
| 192745 - | 1999 TO226             | 3 d'octubre de 1999   | Kitt Peak            | Spacewatch    |
| 192746 - | 1999 TT237             | 4 d'octubre de 1999   | Kitt Peak            | Spacewatch    |
| 192747 - | 1999 TX242             | 4 d'octubre de 1999   | Kitt Peak            | Spacewatch    |
| 192748 - | 1999 TX249             | 9 d'octubre de 1999   | Catalina             | CSS           |
| 192749 - | 1999 TN251             | 9 d'octubre de 1999   | Catalina             | CSS           |
| 192750 - | 1999 TB254             | 11 d'octubre de 1999  | Kitt Peak            | Spacewatch    |
| 192751 - | 1999 TF255             | 9 d'octubre de 1999   | Kitt Peak            | Spacewatch    |
| 192752 - | 1999 TH256             | 9 d'octubre de 1999   | Socorro              | LINEAR        |
| 192753 - | 1999 TD259             | 9 d'octubre de 1999   | Socorro              | LINEAR        |
| 192754 - | 1999 TU262             | 15 d'octubre de 1999  | Kitt Peak            | Spacewatch    |
| 192755 - | 1999 TL265             | 3 d'octubre de 1999   | Socorro              | LINEAR        |
| 192756 - | 1999 TQ268             | 3 d'octubre de 1999   | Socorro              | LINEAR        |
| 192757 - | 1999 TH270             | 3 d'octubre de 1999   | Socorro              | LINEAR        |
| 192758 - | 1999 TU271             | 3 d'octubre de 1999   | Socorro              | LINEAR        |
| 192759 - | 1999 TK280             | 8 d'octubre de 1999   | Socorro              | LINEAR        |
| 192760 - | 1999 TH289             | 10 d'octubre de 1999  | Socorro              | LINEAR        |
| 192761 - | 1999 TR292             | 12 d'octubre de 1999  | Socorro              | LINEAR        |
| 192762 - | 1999 TR293             | 12 d'octubre de 1999  | Socorro              | LINEAR        |
| 192763 - | 1999 TW297             | 2 d'octubre de 1999   | Kitt Peak            | Spacewatch    |
| 192764 - | 1999 TF302             | 3 d'octubre de 1999   | Catalina             | CSS           |
| 192765 - | 1999 TV313             | 9 d'octubre de 1999   | Socorro              | LINEAR        |
| 192766 - | 1999 TH315             | 9 d'octubre de 1999   | Socorro              | LINEAR        |
| 192767 - | 1999 TV319             | 9 d'octubre de 1999   | Kitt Peak            | Spacewatch    |
| 192768 - | 1999 TB320             | 10 d'octubre de 1999  | Socorro              | LINEAR        |
| 192769 - | 1999 TF321             | 11 d'octubre de 1999  | Kitt Peak            | Spacewatch    |
| 192770 - | 1999 TB322             | 8 d'octubre de 1999   | Anderson Mesa        | LONEOS        |
| 192771 - | 1999 UY6               | 29 d'octubre de 1999  | Kitt Peak            | Spacewatch    |
| 192772 - | 1999 UH11              | 31 d'octubre de 1999  | Bergisch Gladbach    | W. Bickel     |
| 192773 - | 1999 UB12              | 29 d'octubre de 1999  | Kitt Peak            | Spacewatch    |
| 192774 - | 1999 UY12              | 29 d'octubre de 1999  | Catalina             | CSS           |
| 192775 - | 1999 UE16              | 29 d'octubre de 1999  | Catalina             | CSS           |
| 192776 - | 1999 UQ16              | 29 d'octubre de 1999  | Catalina             | CSS           |
| 192777 - | 1999 UU17              | 30 d'octubre de 1999  | Kitt Peak            | Spacewatch    |
| 192778 - | 1999 UW19              | 31 d'octubre de 1999  | Kitt Peak            | Spacewatch    |
| 192779 - | 1999 UO24              | 28 d'octubre de 1999  | Catalina             | CSS           |
| 192780 - | 1999 UY24              | 28 d'octubre de 1999  | Catalina             | CSS           |
| 192781 - | 1999 UG25              | 28 d'octubre de 1999  | Catalina             | CSS           |
| 192782 - | 1999 UU25              | 30 d'octubre de 1999  | Catalina             | CSS           |
| 192783 - | 1999 UV26              | 30 d'octubre de 1999  | Catalina             | CSS           |
| 192784 - | 1999 UH27              | 30 d'octubre de 1999  | Kitt Peak            | Spacewatch    |
| 192785 - | 1999 UK30              | 31 d'octubre de 1999  | Kitt Peak            | Spacewatch    |
| 192786 - | 1999 UW30              | 31 d'octubre de 1999  | Kitt Peak            | Spacewatch    |
| 192787 - | 1999 UE34              | 31 d'octubre de 1999  | Kitt Peak            | Spacewatch    |
| 192788 - | 1999 UH34              | 31 d'octubre de 1999  | Kitt Peak            | Spacewatch    |
| 192789 - | 1999 UA35              | 31 d'octubre de 1999  | Kitt Peak            | Spacewatch    |
| 192790 - | 1999 UC35              | 31 d'octubre de 1999  | Kitt Peak            | Spacewatch    |
| 192791 - | 1999 UX41              | 19 d'octubre de 1999  | Kitt Peak            | Spacewatch    |
| 192792 - | 1999 UT45              | 31 d'octubre de 1999  | Catalina             | CSS           |
| 192793 - | 1999 UT54              | 19 d'octubre de 1999  | Kitt Peak            | Spacewatch    |
| 192794 - | 1999 UY54              | 19 d'octubre de 1999  | Kitt Peak            | Spacewatch    |
| 192795 - | 1999 UX55              | 19 d'octubre de 1999  | Kitt Peak            | Spacewatch    |
| 192796 - | 1999 UR56              | 28 d'octubre de 1999  | Catalina             | CSS           |
| 192797 - | 1999 US56              | 28 d'octubre de 1999  | Catalina             | CSS           |
| 192798 - | 1999 UV58              | 30 d'octubre de 1999  | Kitt Peak            | Spacewatch    |
| 192799 - | 1999 VB1               | 4 de novembre de 1999 | Powell               | Powell        |
| 192800 - | 1999 VZ3               | 1 de novembre de 1999 | Catalina             | CSS           |